# Louis Catteau
Louis Edouard Nestor[réf. nécessaire] Catteau , de son prénom usuel Nestor, né à Neuve-Église (Belgique), le 12 mai 1852 et décédé le 7 février 1916 à Ixelles fut un homme politique belge libéral.
Il fut administrateur de sociétés.
Il fut membre du parlement,,.
Il succéda comme sénateur de l'arrondissement de Bruxelles à Emile Demot en 1909, au décès de ce dernier et exerça son mandat jusqu'à sa propre mort en 1916.
Il est inhumé au Cimetière de Bruxelles à Evere.